# Chungmugong-dong
Chungmugong-dong (koreanska: 충무공동) är en stadsdel i staden Jinju i provinsen Södra Gyeongsang i den södra delen av Sydkorea, 290 km söder om huvudstaden Seoul.